# Francisco Abatte
Francisco Abatte (ur. 22 września 1902 w São Paulo, zm. ?) – piłkarz brazylijski grający na pozycji defensywnego pomocnika.

## Kariera klubowa
Francisco Abatte karierę piłkarską rozpoczął w Paulistano São Paulo w 1916. Z Paulistano czterokrotnie zdobył mistrzostwo stanu São Paulo – Campeonato Paulista w 1917, 1918, 1919 i 1921. Później występował jeszcze w Palestra Itália, Corinthians Paulista i São Paulo.

## Kariera reprezentacyjna
W reprezentacji Brazylii Francisco Abatte zadebiutował 22 października 1922 w towarzyskim meczu z Argentyną w São Paulo. Brazylia wygrała ten mecz 2-1 i zdobyła Copa Julio Roca 1922. Był to jego jedyny występ w barwach Canarinhos.